# Keep It Together
«Keep it Together» — шестой и последний сингл Мадонны из её четвёртого альбома Like a Prayer.

## О песне
В песне Мадонна поёт о своей семье, семейных ценностях: «Не забывай, семья — это золото».
Это последняя совместная работа Мадонны со Стивеном Бреем.
Музыкальное видео на песню так и не было снято.
Вживую песня исполнялась только во время турне Blond Ambition, с элементами песни Sly & the Family Stone — «Family Affair». Песня завершала концерт, в конце песни Мадонна, прощаясь с танцорами, повторяла множество раз фразу «Держитесь вместе, держитесь, люди, вместе во веки веков», потом снимала шляпу, бросала её и свет выключался.

## Список композиций

### 12" винил-сингл (США)
1. «Keep It Together (12" Remix)» – 7:50
2. «Keep It Together (Dub version)» – 7:00
3. «Keep It Together (12" Extended Mix)» – 7:20
4. «Keep It Together (12" Mix)» – 6:50
5. «Keep It Together (Bonus Beats)» – 3:27
6. «Keep It Together (Instrumental)» – 5:52

### CD макси-сингл (США)
1. «Keep It Together (Single Remix)» – 4:32
2. «Keep It Together (12" Remix)» – 7:50
3. «Keep It Together (12" Mix)» – 6:50
4. «Keep It Together (12" Extended Mix)» – 7:20
5. «Keep It Together (Instrumental)» – 5:52

### Кассета и 7" винил-сингл (США и Канада)
1. «Keep It Together (Single Remix)» – 4:32
2. «Keep It Together (Instrumental)» – 5:52

### CD макси-сингл (Япония)
1. «Cherish (Extended Version)» – 6:21
2. «Keep It Together (12" Remix)» – 7:50
3. «Keep It Together (Dub Version)» – 7:00
4. «Keep It Together (12" Extended Mix)» – 7:20
5. «Keep It Together (12" Mix)» – 6:50
6. «Keep It Together (Bonus Beats)» – 3:27
7. «Keep It Together (Instrumental)» – 5:52

## Официальные версии
- «Keep It Together (Album Version)» — 5:03
- «Keep It Together (Instrumental)» — 5:52
- «Keep It Together (12" Remix)» — 7:50
- «Keep It Together (12" Extended Mix)» — 7:20
- «Keep It Together (12" Mix)» — 6:50
- «Keep It Together (Dub Version)» — 7:00
- «Keep It Together (Bonus Beats)» — 3:27
- «Keep It Together (7" Mix)» — 4:45
- «Keep It Together (Single Mix)» — 4:32

## Участники записи
- Мадонна - автор песни, продюсер, вокал
- Стивен Брей - автор песни, продюсер
- Паулиньо да Коста - перкуссия
- Дэвид Боруфф - латунь, струны
- Стивен Мадайо - латунь
- Билл Боттрелл - звукорежиссёр, сведение
- Честер Камень - гитары

## Чарты
| Чарт (1990)                                   | Наивысшая позиция |
| --------------------------------------------- | ----------------- |
| Австралия (ARIA)                              | 1                 |
| Канада (Billboard)                            | 8                 |
| Италия (Musica e dischi)                      | 16                |
| Япония (Oricon Weekly)                        | 96                |
| Япония (Oricon International)                 | 5                 |
| США (Billboard Hot 100)                       | 8                 |
| США (Billboard Hot Adult Contemporary Tracks) | 32                |
| США (Billboard Hot Dance Club Play)           | 1                 |
| США (Billboard Hot Black Singles)             | 66                |